# Приазовський тектонічний блок

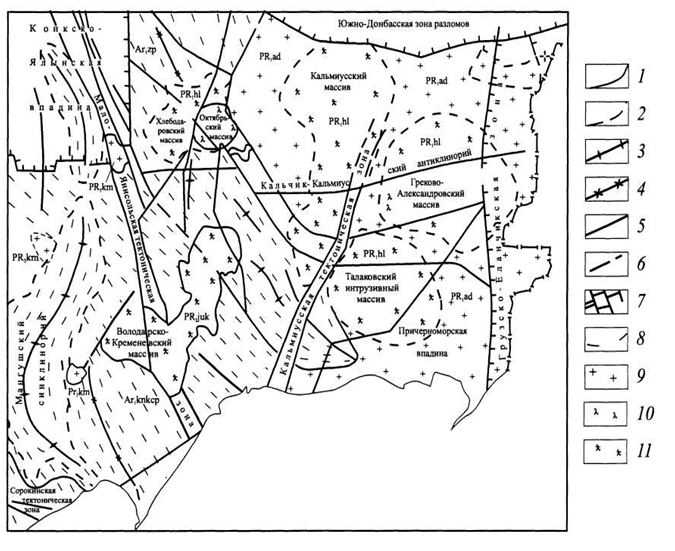
Геологічна будова Східного Приазов'я, 2007): 1 — достовірні геологічні границі; 2 — передбачувані геологічні границі; 3 — вісі антикліналей; 4 — вісі синкліналей; 5 — глибинні розломи; 6 — розриви; 7 — тектонічні зони; 8 — гнейси біотитові, біотит-амфіболові; 9 — граніти біотитові, біотит-мусковітові; 10 — нефелінові сієніти; 11 — кварцові сієніти.

Приазовський тектонічний блок — геологічна структура на крайньому півд. сході Українського щита в межах Дніпропетровської, Запорізької і Донецької областей. Площа 25 тис. км². Складений гранітоїдами і сієнітами анадольського, хлібодарівського і південнокальчицького комплексів.
Приазовський тектонічний блок Українського щита (УЩ), обмежений з півночі Складчастим Донбасом (СД), півдня — Причорноморською западиною (ПЗ), південного сходу і сходу — Азово-Кубанською западиною (АКЗ).
Південною границею Приазовського тектонічного блоку (Приазовський кристалічний масив (ПКМ) є Бердянська (Південно-Приазовська) зона східчастих розломів, що відокремлює ПКМ від північного борту Причорноморської западини. На півночі і північному сході границя ПКМ із Дніпровсько-Донецькою западиною (ДДЗ) і складчастим Донецьким басейном проходить по дуже складно побудованих зонах східчастих розломів (зона зчленування Донбасу з Приазов'ям). На заході, від суміжного Середньопридніпровського блоку ПКМ відокремлений Горіхово-Павлоградською шовною зоною, зі сходу — Грузьсько-Єланчикською зоною розломів. В свою чергу, в межах ПКМ виділяється два блока: на заході — Західноприазовський, на сході — Східноприазовський, які розділені між собою Малоянисольською зоною розломів.
У геол. будові блоку беруть участь глибинні гірські породи кристалічного фундаменту. У структурі фундаменту домінують антиклінорії, що складені гранітоїдами. Вони розділені смугами метаморфічних порід архейської західно-приазовської серії (гнейси, амфіболіти, чарнокіоїди) та нижньопротерозойської центральноприазовської серії (гнейси, кварцити, мармури). Біля західної межі блоку виявлено найдавніші на Східно-Європейській платформі породи віком бл. 3,7 млрд років. Приазовський тектонічний блок сформувався, в основному, в археї, значно перебудований у ранньому протерозої, його межі остаточно визначилися у кайнозої.
У рельєфі відповідає Приазовській височині. Містить родовища каолінів, вогнетривких глин, марганцевих руд, буд. матеріалів, графіту, залізистих кварцитів, апатиту, пегматитів, рідкісних металів.